# Однородная система координат
Однородные координаты ― система координат, используемая в проективной геометрии, подобно тому, как декартовы координаты используются в евклидовой геометрии.
Однородные координаты обладают тем свойством, что определяемый ими объект не меняется при умножении всех координат на одно и то же ненулевое число. Из-за этого количество координат, необходимое для представления точек, всегда на одну больше, чем размерность пространства, в котором эти координаты используются. Например, для представления точки на прямой в одномерном пространстве необходимы 2 координаты и 3 координаты для представления точки на плоскости в двумерном пространстве. В однородных координатах возможно представить даже точки, находящиеся в бесконечности.
Введены Плюккером в качестве аналитического подхода к принципу двойственности Жергонна — Понселе.

## Проективная геометрия
Проективная плоскость обычно определяется как множество прямых в {\displaystyle \mathbb {R} ^{3}}, проходящих через начало координат. Любая такая прямая однозначно определяется точкой, не совпадающей с началом координат {\displaystyle 0}. Пусть данная прямая проходит через точку с координатами {\displaystyle (a,b,c)}, тогда однородные координаты соответствующей точки на проективной плоскости — это тройка чисел {\displaystyle (x_{1}:x_{2}:x_{3})}, определённая с точностью до пропорциональности и такая, что все три координаты одновременно не могут быть равны нулю. Например, {\displaystyle (0:1:1)=(0:2:2).}
От однородных координат к аффинным можно перейти следующим образом: в трёхмерном пространстве можно провести плоскость, не проходящую через начало координат; тогда проходящая через начало координат прямая либо параллельна этой плоскости (в этом случае точка называется «бесконечно удалённой»), либо пересекает её в единственной точке, тогда ей можно сопоставить координаты этой точки на плоскости. Например, в пространстве с координатами {\displaystyle (x_{1},x_{2},x_{3})} проведём плоскость {\displaystyle x_{3}=1}. Тогда точке с однородными координатами {\displaystyle (a:b:c)}, если {\displaystyle c\neq 0}, соответствует точка на плоскости с координатами {\displaystyle (a/c,b/c).} Обратно, точка с аффинными координатами {\displaystyle (a,b)} в однородных координатах запишется как {\displaystyle (a:b:1).}
Прямые на проективной плоскости — это плоскости в трёхмерном пространстве, проходящие через начало координат. Такую плоскость можно задать уравнением {\displaystyle a_{1}x_{1}+a_{2}x_{2}+a_{3}x_{3}=0}. Нетрудно заметить, что при умножении {\displaystyle a_{1},a_{2},a_{3}} на одно и то же число плоскость, задаваемая уравнением, не изменится. Это значит, что каждой плоскости соответствуют однородные координаты {\displaystyle (a_{1}:a_{2}:a_{3})}. Точке, записанной в однородных координатах, можно сопоставить прямую, которая в однородных координатах записывается так же. Таким образом, прямые на проективной плоскости образуют «вторую проективную плоскость», в этом и заключается принцип проективной двойственности.

## Вычислительная геометрия
В вычислительной геометрии однородные координаты применяются в вычислениях операций на евклидовой плоскости. Плоскость Евклида временно дополняется до проективной, к декартовым координатам точек добавляется однородная координата 1, затем производятся операции, затем в самом конце производится деление на однородную координату, чтобы получить декартовы координаты, а бесконечно удалённые точки обрабатываются особо. Такой подход даёт возможность быстро и безошибочно закодировать операции с объектами на плоскости. Прямая, проходящая через две точки, и точка на пересечении двух прямых, — обе операции кодируются, используя векторное произведение. Также нередко расширение евклидовой плоскости до проективной позволяет избежать рассмотрения частных случаев в промежуточных построениях, например, пересекающиеся или параллельные прямые, и провести анализ только в самом конце.
Однородные целочисленные координаты обобщают рациональные числа. Третья однородная координата служит общим знаменателем первым двум координатам, таким образом все вычисления могут производятся без погрешностей (в длинной арифметике).

## Примеры
- Барицентрические координаты.